# Situation und Zukunft der Pflege in NRW
Die Enquete-Kommission Situation und Zukunft der Pflege in NRW arbeitete in den Jahren 2002 bis 2004. Sie war bundesweit die erste Enquete-Kommission zu diesem Thema.

## Einsetzung und Mitglieder
Die Enquete-Kommission wurde auf Antrag der CDU-Fraktion mit der Zustimmung der anderen Fraktionen eingesetzt. Der Abschlussbericht erschien in Buchform, allerdings nicht im öffentlichen Buchhandel. Den Schwerpunkt der Arbeit bildeten die Strukturen der Altenhilfe. Damit war der Hauptbezugspunkt der Arbeit die gesetzlichen Regelungen des SGB XI, während z. B. die Pflege des Krankenhausbereiches weitgehend außen vor blieben.
Den Vorsitz übernahm die Landtagsabgeordnete Angelika Gemkow (CDU), ihr Stellvertreter war Günter Garbrecht (SPD). Die sachverständigen Mitglieder waren Doris Schaeffer, Gerhard Naegele, Gertrud Löhken-Mehring, Sabine Bartholomeyczik, Helmut Wallrafen-Dreisow, Frank Ziesche und Christel Bienstein.

## Ablauf und Bericht
Ursprünglich war ein Abschlussbericht für das Jahr 2004 geplant, der allerdings erst 2005 erscheinen konnte. Die Kommission beschäftigte sich u. a. mit der pflegerischen Versorgungssituation, demographischen Entwicklungen, den rechtlichen und finanziellen Rahmenbedingungen und entwickelte auf dieser Basis 161 Handlungsempfehlungen. Zumindest rhetorisch bezog sich die Pflegepolitik sowohl der Regierung Rüttgers mit dem Sozialminister Laumann wie auch die Regierung Kraft mit der Pflegeministerin Steffens auf die Arbeit dieser Enquete-Kommission.